# Amt Laage
La comunità amministrativa di Laage (Amt Laage) si trova nel circondario di Rostock nel Meclemburgo-Pomerania Anteriore, in Germania.

## Suddivisione
Comprende 4 comuni (abitanti il 31 dicembre 2022):
1. Dolgen am See (664)
2. Hohen Sprenz (563)
3. Laage, città (6 549)
4. Wardow (1 313)

Il capoluogo è Laage.